# 火曜会
火曜会（かようかい）は、戦前の貴族院における院内会派。公爵及び侯爵議員の親睦を目的として結成され、徳川家達・近衛文麿・徳川圀順・徳川家正の計4名の貴族院議長を輩出した。

## 概要
1927年11月12日に研究会の統制主義的な運営に不満を抱いた近衛文麿ら6人の公爵・侯爵が離脱、11月29日に無所属の徳川家達・細川護立・木戸幸一らを加えて計21人の公爵・侯爵による親睦団体として結成される。翌1928年3月14日に更に5人の侯爵を加えて院内交渉団体（25名以上）としての資格を得た。政党の党議拘束以上とまでいわれた厳格な統制を行った研究会のありかたに対する反省から「是々非々」「政見不拘束」「一人一党」を掲げたが、 公武合体の如く旧武家と公家の最高位の名門である徳川家・近衛家の両当主を擁していたために結束力が固く、最大で46議席（全ての公爵・侯爵の8割に相当）を得て第3会派となった。その一方で、公爵・侯爵以外の議員の加入を認めなかったために、それ以外の議員からは反感を買ったという。
田中義一内閣批判や、1920年代後半から1930年代にかけて論じられた貴族院改革の提唱などで活躍し、上記の貴族院議長4人を輩出したほか近衛が3度にわたり内閣総理大臣に就任したが、1947年5月2日の日本国憲法公布に伴う貴族院の廃止で解散した。